# Mastigimas cedrelae
Mastigimas cedrelae är en insektsart som först beskrevs av Schwarz 1899.  Mastigimas cedrelae ingår i släktet Mastigimas och familjen Carsidaridae. Inga underarter finns listade i Catalogue of Life.